# Station Pembrey and Burry Port
Pembrey and Burry Port is een spoorwegstation van National Rail in Carmarthenshire in Wales. Het station is eigendom van Network Rail en wordt beheerd door Transport for Wales. 

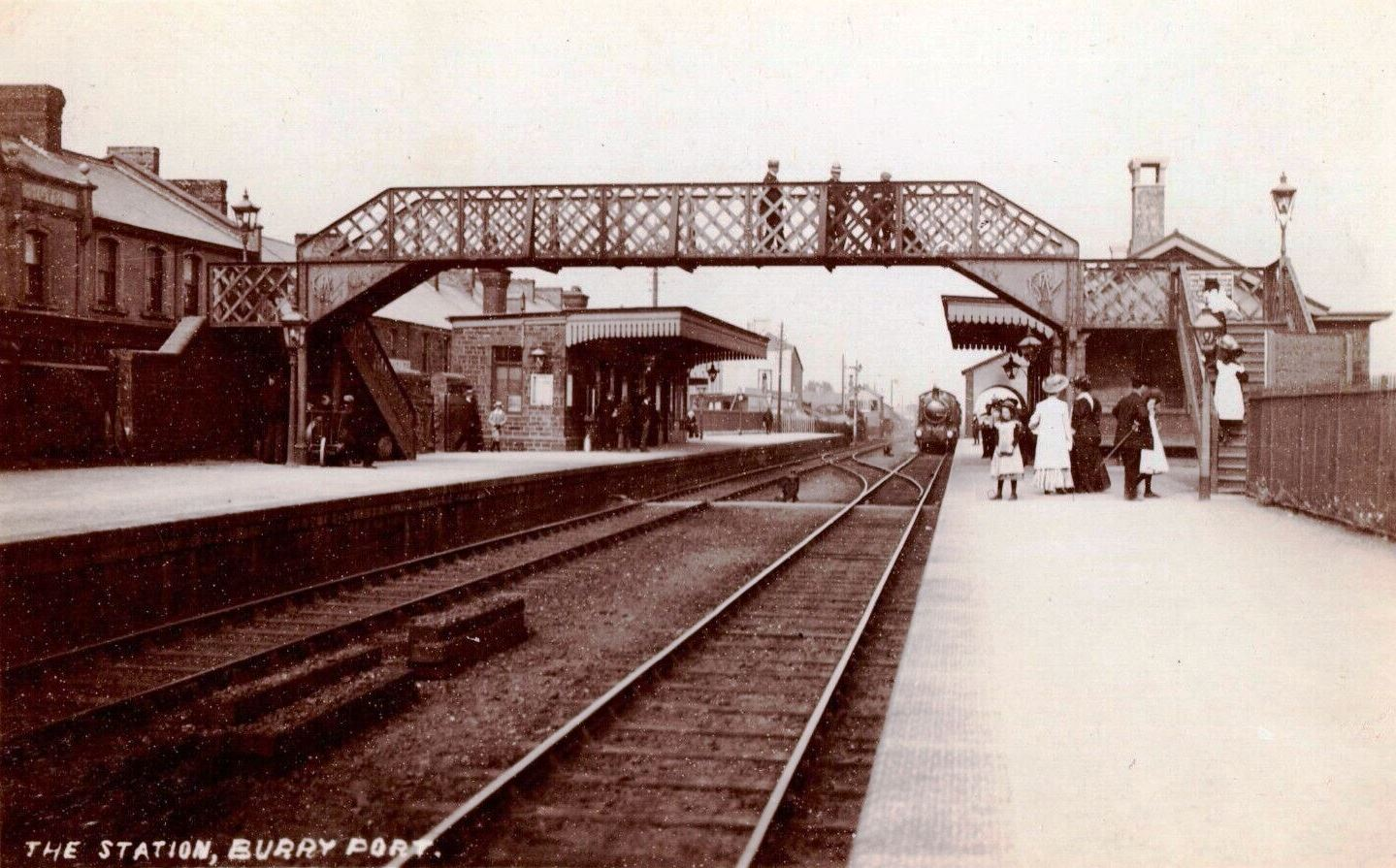
Circa 1910